# Biotransformace
Biotransformace je chemická přeměna jedné látky na druhou, která probíhá v živém organismu. Substrátem pro biotransformaci jsou organismu cizorodé látky, xenobiotika, nebo přímo látky toxické.
U obratlovců jsou hlavním orgánem biotransformace játra, kde dochází k přeměně většiny chemických látek, dále v omezené míře probíhá v ledvinách, plicích a dalších parenchymatosních orgánech.
Mikrobiální biotransformace má své komerční využití - využívají se k selektivnímu zavedení funkčních skupin, k dělení racemických směsí a k modifikaci složitých molekul při výrobě derivátů látek ze změněnými farmakologickými účinky. Dále je využitelná při degradaci organických polutantů, jako jsou uhlovodíky včetně polyaromatických uhlovodíků a polychlorované bifenyly.